# 6525 Ocastron
6525 Ocastron eller 1992 SQ2 är en asteroid i huvudbältet som upptäcktes 20 september 1992 av de båda amerikanska astronomerna Jack B. Child och Greg Fisch i Wrightwood. Den är uppkallad efter Orange County Astronomers.
Asteroiden har en diameter på ungefär 3 kilometer.